# Ciutat de les Arts i les Ciències

L'Hemisfèric i Ciutat de les Arts i les Ciències, CAC (Valencia, Spanien).

Ciutat de les Arts i les Ciències (valencianska: "Konst- och vetenskapsstaden"; på spanska Ciudad de las Artes y [de] las Ciencias), förkortat CAC, är ett komplex av flera olika museer och kulturinstitutioner mitt i staden Valencia, Spanien. Besökare kan där ta del av kultur, nöje, rekreation och beskåda spektakulär arkitektur. Detta är Valencias mest välbesökta attraktion. Alla byggnaderna i komplexet täcker sammanlagt en yta på 350 000 kvadratmeter.

## CAC:s historia
År 1957 drabbades Valencia ånyo hårt av stora översvämningar från floden Turia, som flöt mitt genom staden. Man beslöt då att leda om flodens mynning söder om stadens gränser. På den uttorkade bädden har man sedan 1980-talet i etapper byggt rekreationsområden med parker, fotbollsplaner och annat.
Projekteringen av CAC påbörjades officiellt så sent som i juli 1996 då bolaget Ciudad de las Artes y las Ciencias, S.A. bildades av den autonoma regionen Valencias regering (planeringen inleddes dock så tidigt som 1991). CAC skulle placeras i stadens östra del, nära kusten och havet. Projektet formgavs av den valencianske arkitekten Santiago Calatrava (bland annat känd för Turning Torso i Malmö) på floden Turias ursprungliga bädd.
Alla byggnader är dock inte signerade Calatrava. Den oceanografiska parken är ritad av Félix Candela.
Invigningen skedde den 16 april 1998 då L'Hemisfèric öppnade portarna. Alla delarna i komplexet var dock färdigställda först 2009.

## Huvudattraktioner
- L'Hemisfèric – planetarium, IMAX-biograf som visar filmer med naturvetenskapliga teman och lasershower. 13 000 m² område med ögonformad byggnad.

- Museu de les Ciències Príncep Felipe – interaktivt vetenskapsmuseum. En trevåningsbyggnad som påminner om ett dinosaurieskelett. 40 000 m².

- L'Oceanogràfic – Europas största oceanografiska park. På 110 000 m² yta ryms bassänger med 42 miljoner liter vatten, sött som salt. Den är uppdelad i sektioner efter den fauna som återfinns i vår planets största hav. Här finner man bland annat delfiner, pingviner, valar och valrossar.

- Palau de les Arts Reina Sofia[1] – drottning Sofias musikpalats. Består av fyra stora salar: huvudsalen, aulan, anfiteatern och kammarteatern, men här finns även utställningshallar. Allt som allt 40 000 m². under den 75 meter höga byggnaden, och i de fyra salarna kan sammanlagt 3 781 åskådare njuta av skådespelen. Detta palats är avsett för opera, musik- och scenkonst.

- L'Umbracle – en botanisk trädgård med flera promenadstigar. Här finns typisk flora från regionen (rosmarin, palmer, lavendel, trillingblommor etc.). Trädgården, som är 17 500 m2 stor, hyser flera flytande valvbågar som man kan promenera på, och därmed få utsikt över hela omgivningen. Inom L'Umbacle finns även skulpturvägen El Paseo de las Esculturas samt ett konstgalleri under bar himmel med verk av samtida konstnärer som Miquel Navarro, Francesc Abad, Yoko Ono med flera. Under trädgården, befinner sig områdets parkeringsplats med plats för 690 bilar.

- L'Assut de l'Or – bro med en spännvidd på 180 meter, 34 meter bred och en central "ryggrad" med 72 "revben" på vardera sida. Varje revben väger 21 ton. Hängbron hålls uppe av 39 kablar, och huvudpelaren, som är Valencias högsta punkt (125 meter, plus 2 meter åskledare) är förankrad med 4 spännkablar på södra sidan. Bron avlastar trafiken över äldre broar som korsar den före detta flodbädden med cirka 70 000 bilar om dagen.

- L'Agora – en täckt arena, i slutskedet av sitt bygge, där man kommer att hålla konserter och sportsevenemang. Först på plats var Valencias nya tennisturnering, redan under bygget, november 2009, turnering som tillhör kategorin Open 500. Strukturen är av stål, och den är liksom de flesta andra byggnader i området klädd med trencadis i blått och i glas. Den är 80 meter hög och upptar en elliptisk yta på 5 000 m². Formen påminner, enligt arkitekten Santiago Calatrava, om två halvknäppta händer, där de översta vingarna (fingrarna på händerna) låter ljuset sippra igenom till innanmätet.

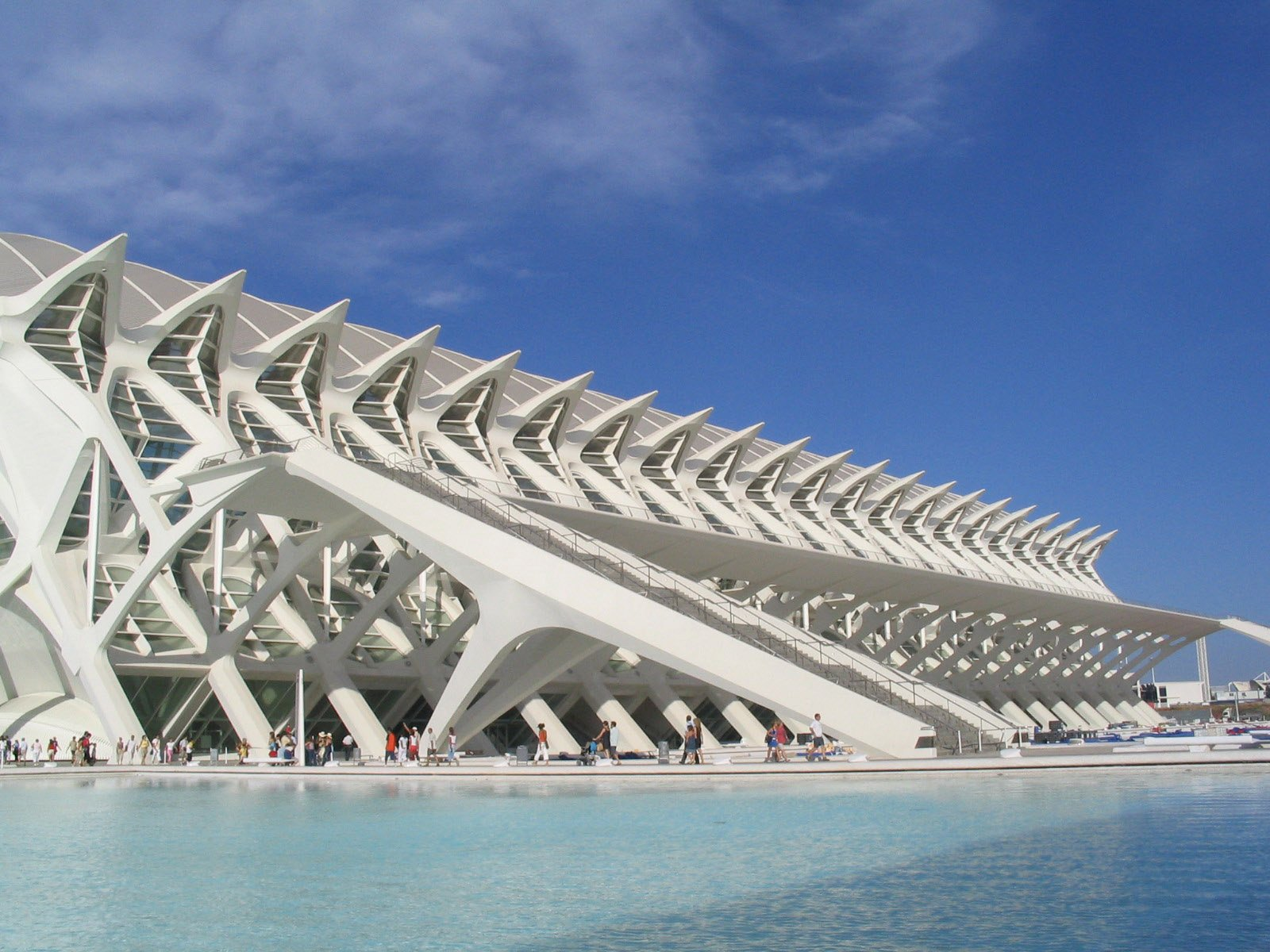
Museu de les Ciències
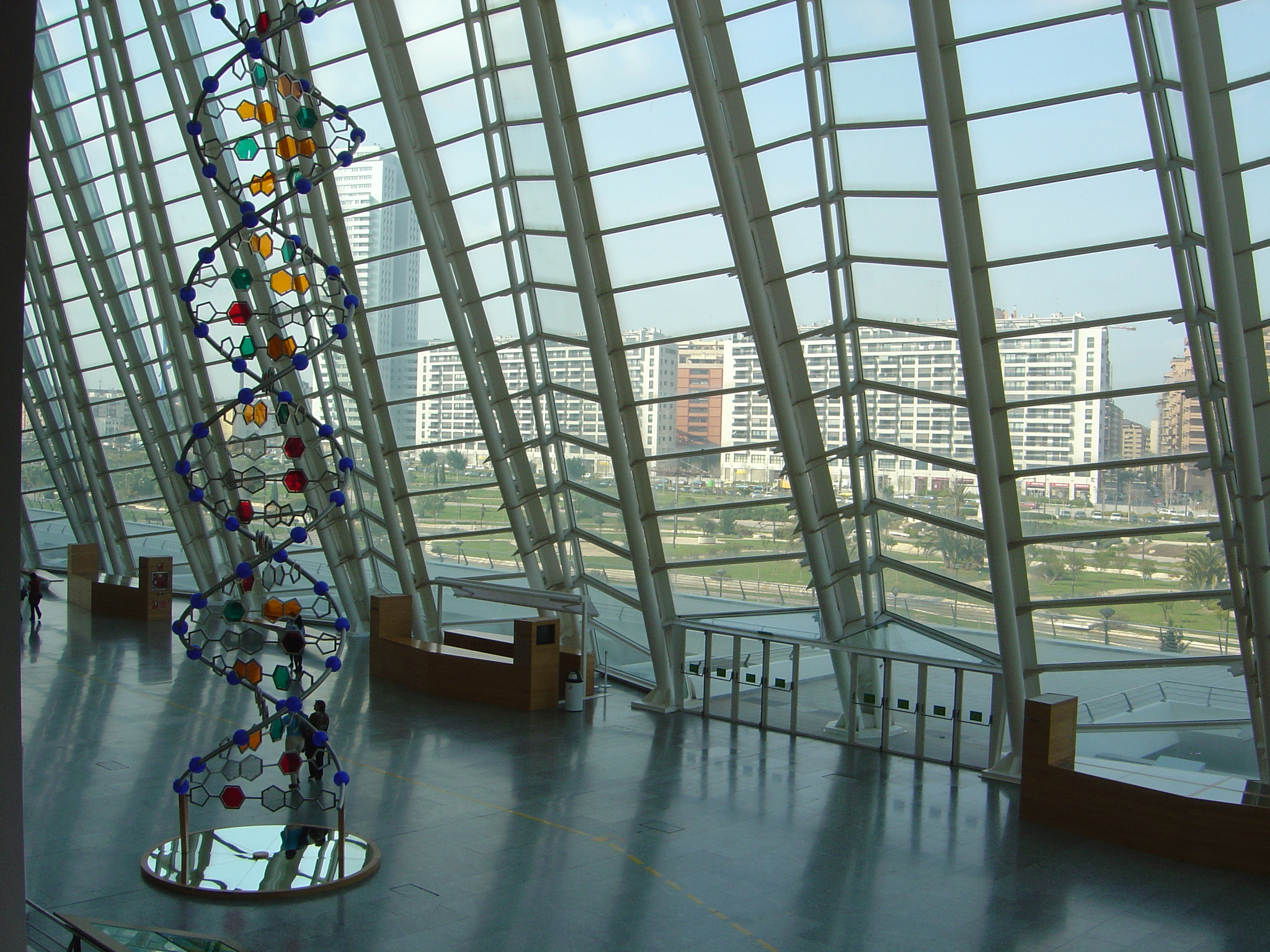
Museu de les Ciències
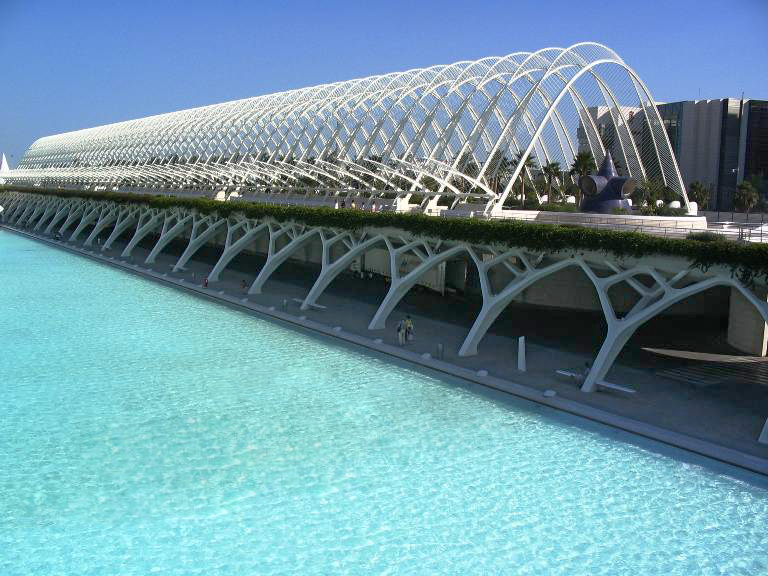
L'Umbracle
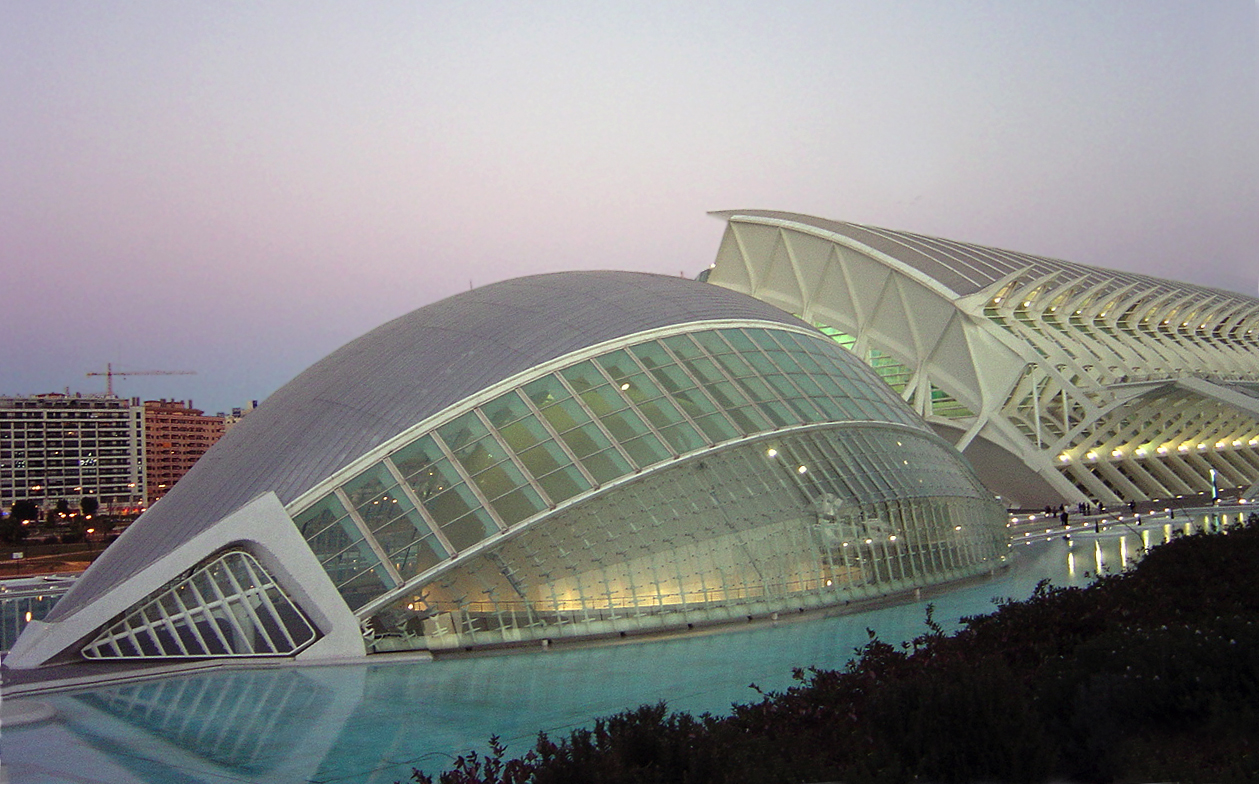
L'Hemisfèric
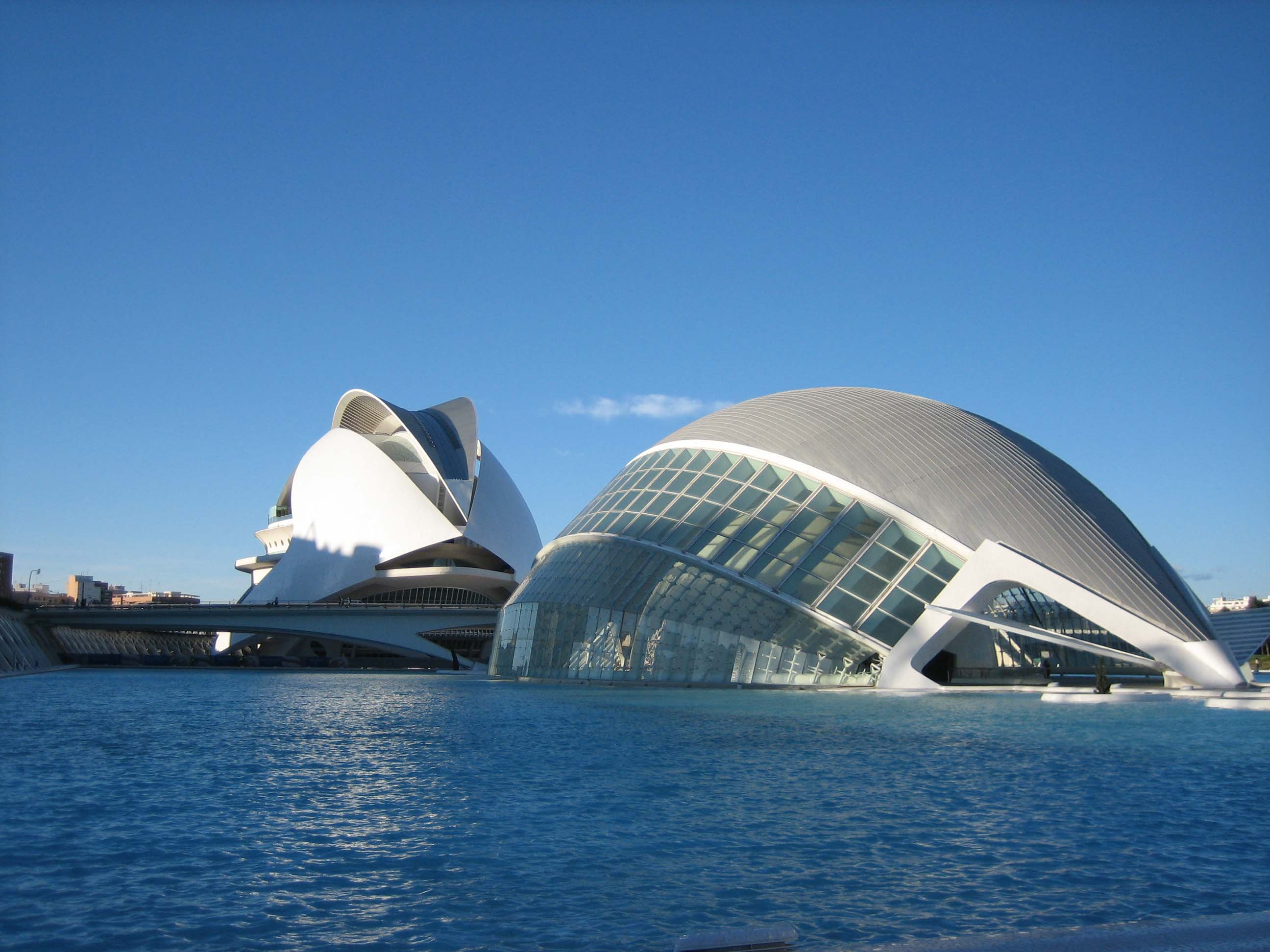
L'Hemisfèric
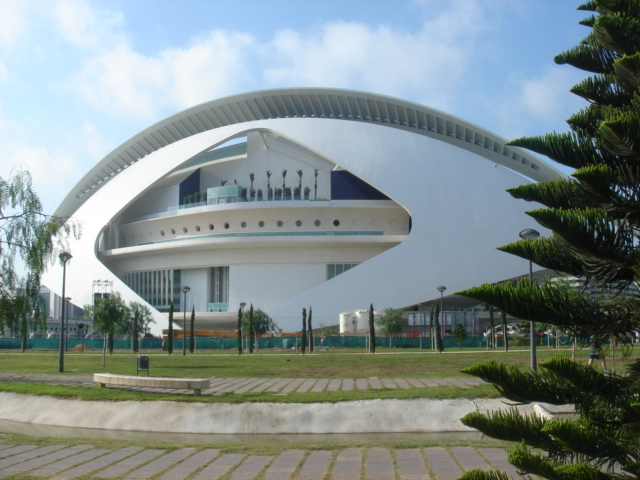
Palau de les Arts Reina Sofía
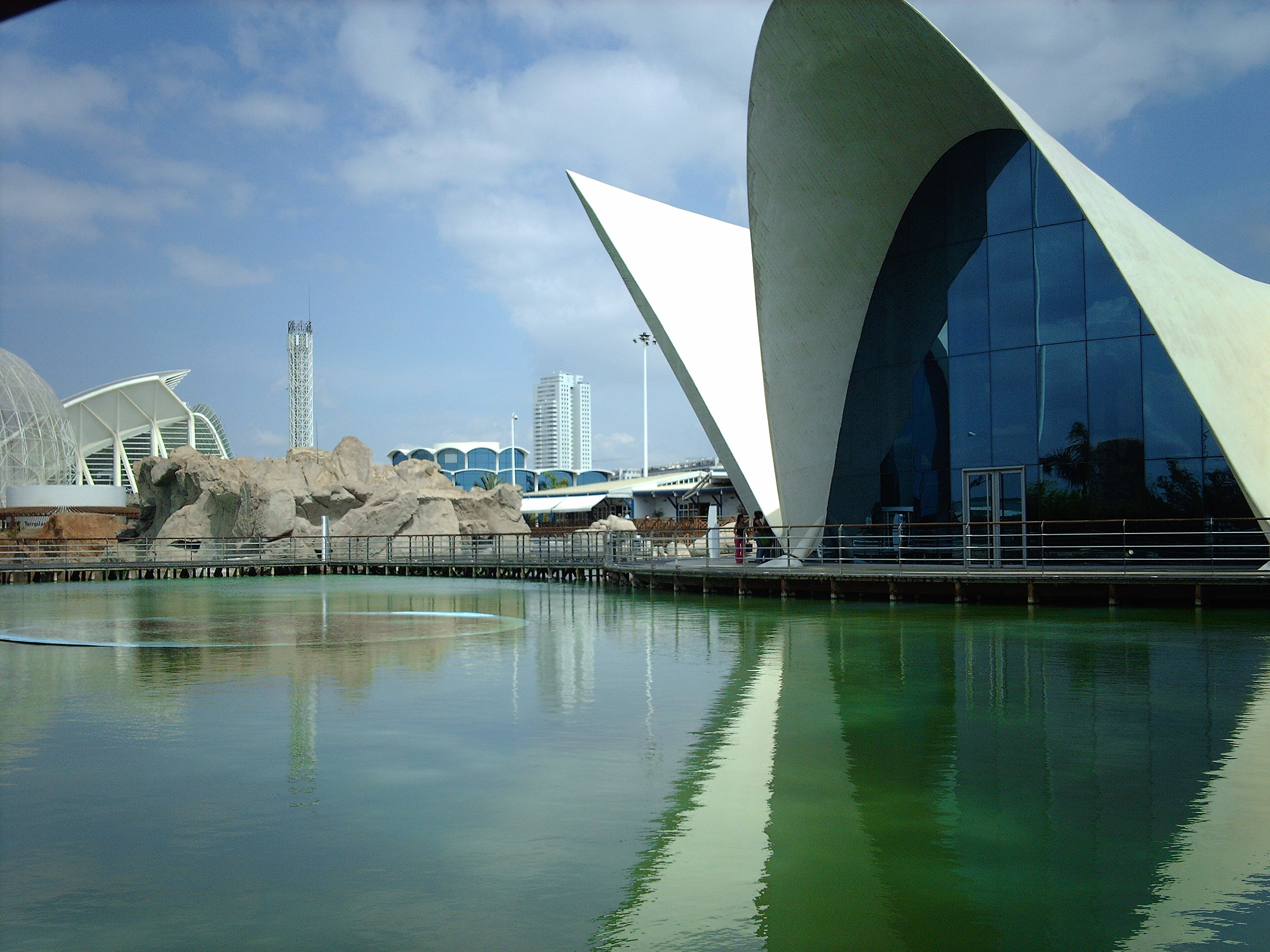
L'Oceanogràfic